# 핀 그리드 배열

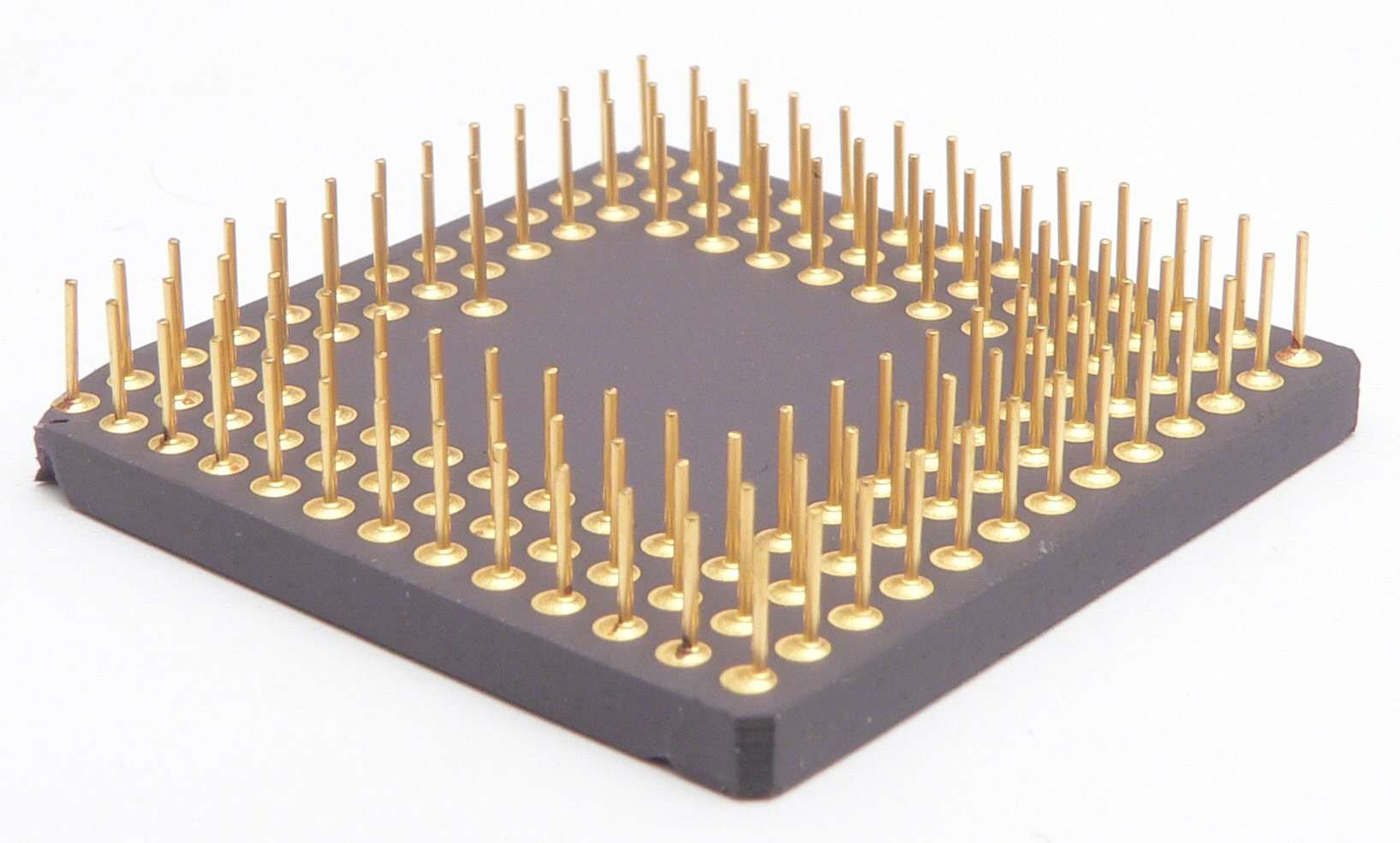
모토로라 68020 마이크로프로세서의 초기 시제품인 XC68020은 핀 그리드 배열 패키지로 제작되었다.

핀 그리드 배열(pin grid array, PGA)은 집적회로에 사용되는 패키지의 일종이다. 특히 마이크로프로세서에서 주로 사용된다.

## 특징
핀 그리드 배열로 패키징한 집적회로는 세라믹 바닥의 전면이나 일부분에 사각형 배열로 금속핀이 부착된다. 금속핀은 인쇄 회로 기판 (PCB)의 구멍에 신속하게 삽입하여 납땜할 수 있다. 핀 그리드 배열의 핀 간격은 항상 2.54 밀리미터 (0.1 인치)이다. 핀 수에서, 핀 그리드 배열 패키지는 이중 직렬 패키지 (DIP)와 같은 오래된 패키지보다 공간 효율이 더 좋다.

## 종류
플라스틱 핀 그리드 배열(Plastic Pin Grid Array, PPGA)과 이후에 나온 플립 칩 핀 그리드 배열(Flip-Chip Pin Grid Array, FCPGA)은 인텔에서 펜티엄 CPU에 적용하기 위하여 만든 패키지이고 패키지의 핀을 보호하기 위해서 인쇄 회로 기판에 ZIF (zero insertion force) 소켓을 사용하는 경우가 많다.
- 플라스틱 핀 그리드 배열 (Plastic Pin Grid Array)
- 플립 칩 핀 그리드 배열 (Flip-Chip Pin Grid Array)
- 세라믹 핀 그리드 배열 (Ceramic Pin Grid Array)
- 유기 핀 그리드 배열 (Organic Pin Grid Array)

## 같이 보기
- 이중 직렬 패키지 (DIP)
- 볼 그리드 배열 (BGA)
- 랜드 그리드 배열 (LGA)
- bang keo chong truot  안전망